# Sulyok Tamás (jogász)
Sulyok Tamás (Kiskunfélegyháza, 1956. március 24. –) magyar jogász, 2014–2024 között az Alkotmánybíróság tagja, 2016–2024 között elnöke. 2024. március 5-től Magyarország köztársasági elnöke (a kormánypárt elnökjelöltje volt).

## Életpályája
1980-ban szerzett jogi diplomát a szegedi József Attila Tudományegyetem Állam- és Jogtudományi Karán. Pályáját bírósági fogalmazóként kezdte a Csongrád Megyei Bíróságon. 1982-ben jogi szakvizsgát tett, majd 1991-ig jogtanácsosként dolgozott.
1991 és 1996 között a Sulyok–Japport, majd 1997-től a Sulyok és Ádám Ügyvédi Iroda ügyvédjeként dolgozott. Ő látta el 1998 és 2002 között a szegedi önkormányzat jogi képviseletét. Egészen alkotmánybíróvá választásáig ügyvéd volt.
A jogi pálya mellett kereskedelmi érdekeltséggel is rendelkezett, a rendszerváltás táján alapította Selco nevű vállalkozását, ami kezdetben Szegeden működött, majd nem sokkal később Budapesten, Kecskeméten és Siófokon is megjelent. A Selco kezdetben edénykészletekkel házalt, bemutatófőzésekkel egybekötve, majd üzleteket hoztak létre, ahol mindenféle, akkoriban kurrensnek számító termékeket árultak ékszerektől kezdve a videókazettákon át a minőségi szeszesitalokig. A cég a valutakereskedelemből is jelentős hasznot tudott szerezni. A Selcót MLM-rendszerben működtették, végül 1992-ben (vagy '93-ban) záratták be, miután kiderült, hogy az ügynökeik számos esetben engedély nélkül árusítottak. Utóbb az Alkotmánybíróság úgy kommentálta Sulyok akkori érdekeltségét, hogy „a cége jogszerűtlenül senkinek nem okozott kárt”.
Dobrev Klára 2024. májusban azzal vádolta meg, közhiteles dokumentumok bemutatásával együtt, hogy a 2000-es évek elején közreműködött magyar termőföldek osztrák kézre adásában, jogi kiskapuk révén kijátszva az erre vonatkozó törvényi tilalmat. A vádjait megalapozó dokumentumokat átadta az ügyészségnek, azt a kommentárt fűzve hozzájuk, hogy "(...) bármit is kezd Polt Péter legfőbb ügyész a dokumentumokkal, „semmit sem változtat azon a tényen, hogy Sulyok Tamás bűncselekményeket követett el.”. Ezt követően 2024. június 6-án a Szegedi Regionális Nyomozó Ügyészség elutasította Dobrev Klára hivatali visszaélés, csalás és más bűncselekmények miatt tett feljelentését.
2000 és 2014 között Szegeden volt Ausztria tiszteletbeli konzulja. 2004-ben az ELTE ÁJK Jogi Továbbképző Intézetben európai jogi szakjogász képesítést szerzett. 2005 szeptemberétől – meghívott előadóként – alkotmányjogot oktatott, szemináriumot és fakultatív kollégiumot tartott a Szegedi Tudományegyetem jogi karán. 2013-ban PhD fokozatot szerzett a Szegedi Tudományegyetemen.

### Kutatási területe
Kutatási témái: az ügyvédség alkotmányjogi helyzete Magyarországon, az Európai Közösség belső piacára vonatkozó szabályozás és az ügyvédi szolgáltatások összefüggései.

### Alkotmánybíróként
A parlament 2014. szeptember 27-től választotta az Alkotmánybíróság tagjává.  2015. március 30-án, április 1-i hatállyal, az Alkotmánybíróság teljes ülése a testület elnökhelyettesévé választotta.  2016. április 22-től – Lenkovics Barnabás utódjaként – elnökhelyettesként látta el az elnöki jogköröket.
2016 novemberében az Országgyűlési Sajtóirodája közölte, hogy Kövér László házelnök őt jelöli az Alkotmánybíróság elnökének az Alkotmánybíróság 2016. november 22-én tartandó teljes ülésére. Az Országgyűlés az ülésen megválasztotta a pozícióra.
A parlament 2016. november 22-én az Alkotmánybíróság elnökévé választotta. Tisztsége alatt több vitatott ítéletet is felügyelt, például a pedagógusok sztrájkjogával kapcsolatosakat. Kritizálták amiatt, hogy alkotmánybírói tevékenysége alatt ő és az Alkotmánybíróság alapvetően a kormány érdekeit szem előtt tartva működött, mintegy kiszolgálva azt.
Az Alkotmánybíróság tagjaként nem végezhetett volna üzleti tevékenységet, de egészen 2015 decemberéig a magyarországi földvásárlásban érdekelt osztrák magántulajdonú Agronomia Kft. kézbesítési megbízottja maradt.
A Szegedi Regionális Ügyészség szerint azonban dr. Sulyok Tamás alkotmánybíróként nem látott el ügyvédi tevékenységet, ennek keretében kézbesítési megbízotti tevékenységet sem, így alkotmánybírói szolgálatának ideje alatt jogszerűen vette föl alkotmánybírósági juttatásait, ezzel sem csalást, sem hivatali visszaélést nem követett el.

### Köztársasági elnökként
Novák Katalin lemondását követően 2024. február 22-én Kocsis Máté Fidesz–KDNP frakcióvezető bejelentette, hogy a kormánypártok őt fogják jelölni köztársasági elnöknek.
Az ellenzék bírálta Sulyok jelölését, de a kormánypárti többségű parlament 2024. február 26-án megválasztotta köztársasági elnökké. Megválasztása után az ünnepi beszédében elítélte az Európai Unió által Magyarországgal szembeni, a jogállamisággal és antidemokratikus kormányzással kapcsolatos ügyek miatt indított szankciókat és eljárásokat. Március 5-től lépett hivatalba.  A beiktatási rendezvényt március 10-én tartották meg a Szent György téren.
Dobrev Klára 2024. május 26-án bejelentette, hogy pártja megfosztási eljárást kezdeményez az Országgyűlésben Sulyok Tamás köztársasági elnökkel szemben, miután a párt szerint Sulyok törvénytelen módon vett részt termőföldek külföldi tulajdonba kerülő adásvételeiben még a '90-es években. A DK olyan dokumentumokat is bemutatott, melyek szerintük ezt igazolják, ezeket az Ügyészséghez is benyújtották.
A DK Sulyokot érintő vádjai miatt a Magyar Ügyvédi Kamara közleményében Sulyok szakmai méltatása mellett úgy fogalmazott, hogy „mélységes aggodalomra ad okot, hogy a politikai csatározások hevében olyan vádakat fogalmaznak meg politikai szereplők, amelyek súlyosan sértik nem csak a köztársasági elnöki intézménybe, de az ügyvédségbe vetett közbizalmat is.” Erre reagálva az Ügyvédkör nevű szakmai testület a kamarát bírálta, ami szerintük „nyílt, politikai állásfoglalást” tett az ügyben, miután Dobrev és a DK nem az ügyvédséget, hanem egy volt ügyvédet egy egyedi ügyével kapcsolatban kritizálta. Azt viszont az Ügyvédkör is sérelmezte, hogy bárkit „köztörvényes bűnözőnek” vagy a „földmaffia kiszolgálójának” nevezzenek anélkül, hogy a bűnösségét a bíróság jogerősen megállapította volna, ahogy ezt a DK politikusai tették.
Az  Országgyűlés 14/2024. (VI. 10.) OGY határozatával úgy döntött, hogy a köztársasági elnök tisztségétől való megfosztására irányuló kezdeményezést elutasítja, az eljárást nem indítja meg.
A parlament által 2025. március 18-án elfogadott, jelentős bírálatokkal kísért, úgynevezett „Lex Pride” jogszabályt, mely korlátozza a Budapest Pride megtarthatóságát, aznap éjjel már alá is írta, noha Michael O’Flaherty, az Európa Tanács Emberi Jogi Biztosa arra szólította fel, hogy vétózza azt meg. O’Flaherty szerint ugyanis ezzel Magyarországon egy olyan szabályozás született, amely korlátozza a gyülekezési jogot, és alapot teremt a Pride-hoz hasonló rendezvények betiltására. Sulyok utóbb egy hosszas jogi okfejtésében igyekezett megmagyarázni a döntését, indoklása szerint „a gyermekek jogainak védelme javára a gyülekezési jog arányos törvényi korlátozásával az alapvető jogok gyakorlása közötti normaütközés feloldásra kerül.” A döntés bírálatai közé tartozott, hogy az ENSZ Gyermekjogi Bizottsága visszautasítja a gyermekek LMBTQ-emberektől való „védelmét”, hozzátéve, hogy a bizottság az LMBTQ-gyermekeket különösen sérülékeny és támogatandó csoportként azonosítja.
Szántó Georgina, Sulyok hivatali kommunikációs igazgatója „Telex-selejtnek” nevezte a Telex.hu hírportált, miután szerinte az hazudik Sulyokról. Mindez azután történt, hogy Orbán Viktor 2025. március 15-i ünnepi beszédében a miniszterelnök „poloskáknak” nevezte a vele nem egyetértőket, ami sokak bírálatát váltotta ki, ezért a portál megkereste a Sándor-palotát, hogy kikérjék Sulyok véleményét, aki korábban úgy nyilatkozott, hogy „A köztársasági elnök alkotmányos feladata, hogy az adott politikai helyzetben és környezetben kifejezze a nemzet egységét. (…) A társadalmi béke megteremtésén fogok dolgozni.” A Sándor-palota szerint „Az államfő politikusi beszédeket nem kommentál, csak akkor, ha az a társadalmi béke megbontására, és a nemzet megosztására szólítja fel az embereket. Itt ilyen nem történt.” Szerintük Orbán egyszerűen az állatokra célzott a „poloskák” alatt. A kritika Szántó Georginától ezután jelent meg, mondván az erről szóló cikkben nem Sulyok véleménye szerepel, ahogy azt a cikk beállította, csakhogy a portál Sulyokot kérdezte meg, a palota válaszát ezért Sulyok válaszaként értelmezték, a 24.hu portál kérdésére pedig azt közölték, hogy „A köztársasági elnöknek címzett kérdésekre a köztársasági elnök válaszát közöljük.” Az eset kapcsán felmerült a kérdés, hogy a hivatali kommunikáció az államfő véleményét közvetíti-e vagy sem. Utóbb személyesen is próbálták Sulyokot megkérdezni az ügyről egy kaposvári helyszínen, de az elnök testőrsége lényegében elzavarta a Telex munkatársait.
Közben a Sándor-palota Kommunikációs Igazgatóságának munkatársai terveztek Sulyoknak egy saját logót, ami március közepe óta a vele kapcsolatos tartalmakon látható, de az nem derült ki, hogy erre mi szükség volt, és miért nem volt jó az addig használt Sándor-palota címere.
Miután a TISZA Párt 2025 tavaszi aláírásgyűjtéseit több alkalommal erőszakos garázda cselekmények zavarták meg, Magyar Péter pártelnök felszólította Sulyokot, hogy szólaljon meg az erőszak ellenében. Sulyok egy március 31-én közreadott videóban ezt meg is tette, de a megnyilatkozás szokatlanul profán, vulgáris stílusú lett, ahol az elnök többek közt „egy szatyor fingként” aposztrofálta magát, mondván hogy még őt is így lehet minősíteni egy publicisztikában, mert „a gyűlöletbeszédet, ami elhangzik, azt mindig a maga kontextusában kell értelmezni, nem onnan kiragadva”. Ezzel kapcsolatban Magyar korábbi megjegyzéseit hozta fel még példának, de Orbán poloskázós beszédét vagy más fideszesek megnyilatkozását nem hozta szóba. Egy napra rá egy közösségi bejegyzésben már szolidabb stílusban szólalt fel a verbális és a tettleges erőszakkal szemben, ahol ismét kitért az őt ért minősítésekre is.
2025. május 30-án megvétózta azt a jogszabálytervezetet, amely törvényi szintre emelte volna a veszélyhelyzeti rendeleteket.
2025 júliusában derült ki, hogy az év májusa után négy esetben adott kegyelmet először beiktatása óta, az viszont nem derült ki, hogy ezek milyen büntetőügyek voltak, vagy hogy milyen indok miatt adott kegyelmet. (Novák Katalin kegyelmezési ügye kapcsán felmerült a megadott kegyelmek körülményeinek nyilvános tisztázásának kérdése a társadalmi elfogadás szempontjából.) Az elnöknek a jelenleg hatályos törvények értelmében nincs indoklási kötelezettsége, a kegyelmi eljárás menete, az annak során keletkezett adatok bűnügyi adatok és emiatt szintén nem nyilvánosak.
2025 augusztusában újra polémia tárgya lett több kijelentése; előbb Fleck Zoltán jogszociológus felvetését kritizálta, aki arról a teoretikus felvetésről beszélt, hogy egy 2026-os ellenzéki választási győzelem esetén szükséges lehet az államfői kormányalakítási felkérés kikényszerítése, ha ezt az eredmény dacára nem tenné meg, majd a különféle koncerteken „mocskos Fidesz” rigmusokat skandáló fiatalok kapcsán jelentetett meg korholó hangvételű üzenetet. Sulyok véleményei azért kaptak kritikát, mert Fleck felvetése kapcsán nem a választás tisztes, átlátható megtartását ígérte, hanem Fleck nyílt  bírálatába fogott; a fiataloknak szánt üzenetét pedig egyszerűen céltalannak minősítették, mondván ez biztos nem ér el hozzájuk. Sulyok ezirányú megnyilvánulásai kapcsán is felvetődött, hogy karakter nélküli, súlytalan szereplő, aki inkább markánsabb kormánykritikus vélemények idején szólal meg, mint Majka esetében, míg vitatható kormánypárti megnyilatkozásokkor néma maradt.

## Családja

### Édesapja
Apja, Sulyok László József (Székesfehérvár, 1909. április 25. – 1988) ügyvéd volt Székesfehérvárott, akiről Sulyok azt nyilatkozta, hogy 1946-ban, távollétében halálra ítélte a népbíróság, főleg azért, mert válóperes ügyvédként elvállalta egy olyan nő ügyét, akinek a férje később a város párttitkára lett. Sulyok azt mondta, az apja csak úgy tudta elkerülni a kivégzést, hogy tíz évig az ország másik felében bujkált.
Karsai László és Ungváry Krisztián, majd Gergely Anna történészek kutatásai alapján Sulyok Tamás állításai, melyeket az apjáról tett, s amelyekben a kommunizmus áldozataként láttatja őt, nem fedik a valóságot. Sulyok László náci szimpatizáns és antiszemita volt, 1944-ben a Pálffy Fidél és Baky László vezette, Szálasinál is németbarátabb Magyar Nemzeti Szocialista Párt Fejér megyei vezetőjeként tevékenykedett.
Gergely Anna kutatásai alapján a Hócipő közölt fénymásolatban négy dokumentumot, amelyek szerint 1944 nyarán Sulyok László és társai saját aláírásukkal ellátott hivatalos levélben kérték a polgármestertől az elüldözött zsidók lakásának kiutalását pártszervezetük számára, továbbá „zsidóbútorok” juttatását. Kérésüket a dokumentumok szerint részben teljesítették.
Tény, hogy Sulyok Lászlót sem halálra nem ítélték, sem bírósági szakaszba jutott eljárás nem folyt ellene. A köztársasági elnök még e dokumentumok fölbukkanása előtt hitet tett amellett, hogy édesapja szociálisan érzékeny, hazafias, filoszemita ember volt; korábbi nyilatkozatait az úgynevezett családi legendáriummal magyarázta.
A holokausztra emlékezve 2024. április 16-án azt nyilatkozta, hogy megrendítette, amit az elmúlt hetekben a lassan 40 éve halott apja múltjáról elé tártak a nyilvánosságban. "A múltat, saját, személyes múltamat is vállalva hajtok most fejet a holokauszt valamennyi áldozata előtt”- mondta.

### Családja többi tagja
Apai nagyszülei Sulyok János (Halimba, 1871. október 20. – Székesfehérvár, 1963. január 8.) székesfehérvári városi rendőrbiztos és Knittelhoffer Anna (Székesfehérvár, 1886. május 30. – Székesfehérvár, 1974. november 1.). Székesfehérváron kötöttek házasságot 1904. augusztus 18-án.
Sulyok Tamás anyja pedagógusként dolgozott, két bátyja és egy nővére van.
Felesége Nagy Zsuzsanna, két felnőtt gyermekük van.
Nagybátyja volt Sulyok Ignác János (született: Sulyok János Endre) ciszterci szerzetes, a székesfehérvári püspöki könyvtár egykori vezetője.
Állítása szerint nagyapjának a testvére volt Sulyok Dezső, a két világháború közötti magyar politikus, 1945-ös pápai polgármester. A Népszava cikkében többek között Karsai László történész, az MTA doktora egy családfakutató segítségével megállapította, hogy Sulyok állítását nyilvánosan elérhető iratok nem támasztják alá, a két család között csak a névazonosság bizonyítható.

## Kritika
Sulyok Tamás ezen Wikipédia-életrajzából több, számára kellemetlen részt is törölni próbáltak, amit az oldal laptörténete is alátámaszt. Egyes részek egy időre eltűntek, miután állítólag a „Sándor-palota kommunikációs igazgatójának kérésére” egy Wikipédia-adminisztrátor törölte ezeket. A törölt részek között szerepeltek információk a Selco vállalkozásról és a közhiteles dokumentumok szerinti termőföldek osztrák kézre adásáról, a földmutyiról, valamint kritikák az alkotmánybírói tevékenységéről.

## Kitüntetései
- Magyar Szent István-rend (2024) „Magyarország köztársasági elnöke a Magyar Szent István Rend és a Magyar Érdemrend nagykereszt a nyaklánccal és az arany sugaras csillaggal fokozatának kitüntetettje.”[70]
- A Magyar Érdemrend nagykeresztje a nyaklánccal és az arany sugaras csillaggal (2024) „Magyarország köztársasági elnöke a Magyar Szent István Rend és a Magyar Érdemrend nagykereszt a nyaklánccal és az arany sugaras csillaggal fokozatának kitüntetettje.”[71]